# Whitechurch (ort i Irland)
Whitechurch är en ort i republiken Irland. Den ligger i grevskapet County Cork och provinsen Munster, i den södra delen av landet. Whitechurch ligger 180 meter över havet och antalet invånare är 573.
Terrängen runt Whitechurch är lite kuperad. Trakten runt Whitechurch består i huvudsak av jordbruksmark.